# Lúnula (anatomía)
La lúnula es la parte blanquecina que suele aparecer en la base de la uña. Es frecuente que resalte más en los pulgares. Se forma principalmente en la raíz de la uña, en forma de media luna y suele tener un color más pálido que el color de su lámina ungueal. La lúnula tiende a desaparecer en la senectud.